# Sadarsa
Sadarsa là một chi bướm đêm thuộc họ Noctuidae.